# Georg Jürgen von Flotow

Wappen derer von Flotow

Georg Jürgen von Flotow (* 25. Oktober 1868 in Stuer Vorwerk im Amt Waren; † 25. Mai 1956 in Syke im Kreis Diepholz) war ein deutscher Großgrundbesitzer und Klosterhauptmann.

## Leben
Flotow entstammte der seit 1241 urkundlich nachgewiesenen Adelsfamilie Flotow. Den Stammsitz Stuer führte im 15. Jahrhundert für die Vorfahren ein Andreas von Flotow. Georg Jürgen von Flotow selbst war ein nachgeborener Sohn des Landrats und Großgrundbesitzers (Besitz 4.909 ha) Georg von Flotow (* 1837) und der Alma von Gersdorff (* 1838) und erbte später Teile dieses Besitzes. Georg Jürgen, zumeist nur Jürgen genannt, hatte mehrere Geschwister, u. a. August von Flotow-Grüssow, wie er Dragoner-Offizier. Zum erweiterten Verwandtschaftskreis gehörten die Grundbesitzer Martin-Ernst Graf von Schlieffen-Prüzen, Emil von Gundlach-Hinrichsberg und der Diplomat Freiherr Friedrich von Niethammer.
Am 7. Juli 1899 heiratete er Elisabeth Berta Ferdinande Joachime von Gräfin von Bernstorff (* 16. April 1873 in Alt Karin im Kreis Bad Doberan; † 31. Januar 1946 in Stuer Hintermühle im Landkreis Waren (vormals Amt Waren und Amt Röbel/Müritz) in Mecklenburg) in Wedendorf. Bereits 1900 bekam das Ehepaar ihren Sohn Andreas Jürgen Ernst August von Flotow (* 25. Juli 1900; † 30. April 1933), den späteren NSDAP-Politiker und SA-Führer. Am 4. April 1902 kam ein weiterer Sohn Jürgen von Flotow zur Welt, welcher später als Rechtsanwalt mit Hans Friedrich von Ehrenkrook das Deutsche Adelsarchiv gründete.

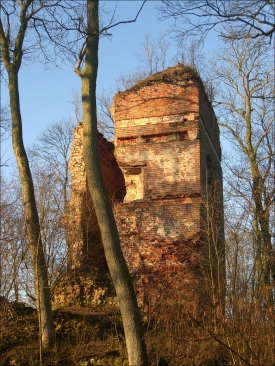
Burg Stuer, ab Ende des 13. Jahrhunderts bis 1660 Stammsitz, das Gut bis 1945 im Besitz der Familie
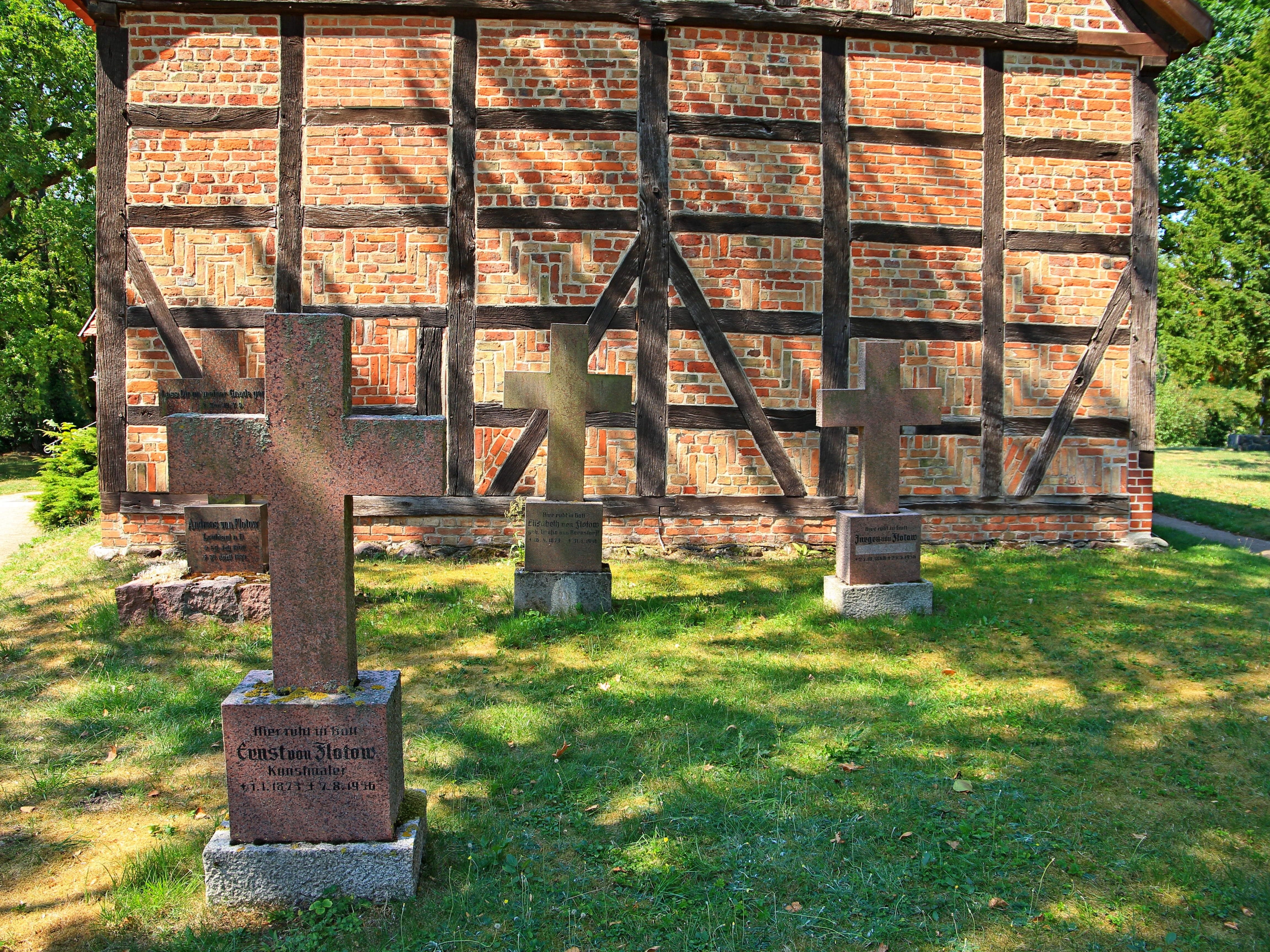
Gräber der Familie von Flotow Friedhof Stuer (2018)
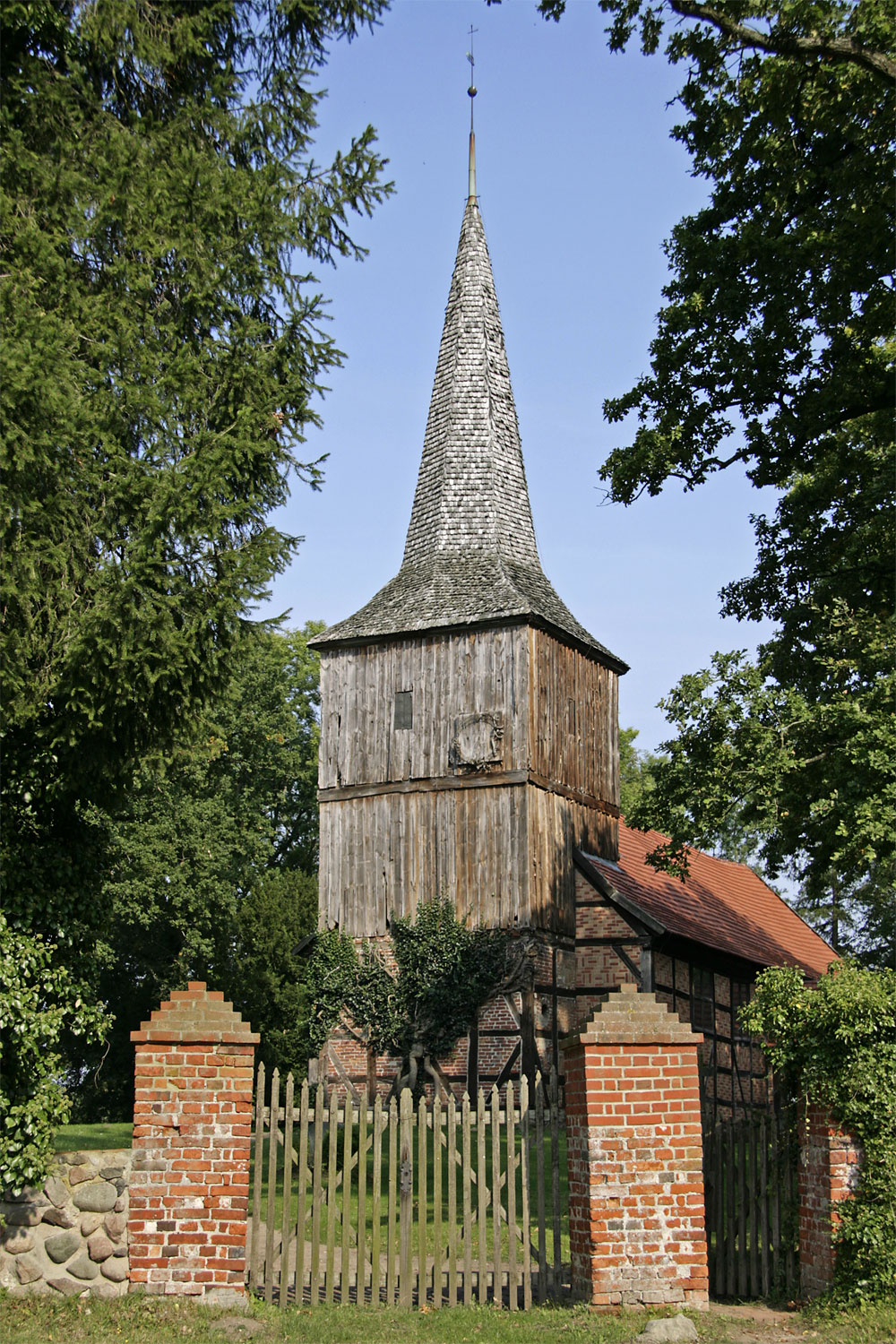
Dorfkirche Stuer

Von 1914 bis 1916 war er Klosterhauptmann im Kloster Dobbertin. Um 1928 besaß er den 696 ha-Besitz Stuer mit Forsthof Stuer und Vordermühle, dazu die kleine Begüterung Bad Stuer mit 23 ha und das alte Lehn Stuer Vorwerk mit 489 ha, in Verwaltung von Pächter Roßbach. Hinzu kam die Stuersche Hintermühle mit 73 ha. Letztere bewirtschaftete Pächter Carl Misch. Die Begüterung übergab er vor 1937 an den Sohn Jürgen von Flotow.
Nachdem Flotow außerhalb der DDR gestorben war, musste sein Leichnam in einer Nacht- und Nebelaktion in die DDR gebracht werden, um seinem Wunsch nachzukommen, in Stuer beigesetzt werden zu können. Dieser Vorgang wurde von Helmut Sakowski in seinem Roman Verflucht und geliebt (1981) verwendet; die Literaturverfilmung ist dramatisch gestaltet. 
Sein historisches Grabkreuz steht auf dem alten Friedhof östlich der Fachwerkkirche, genauer der Dorfkirche Stuer. Dort stehen auch die Grabkreuze seiner Frau Elisabeth, seines Sohnes Andreas und von seinem Bruder, den Kunstmaler Ernst von Flotow (* 1. Januar 1873; † 7. August 1956). Sein jüngster Bruder, der Reiter-Offizier Andreas von Flotow, starb 1950 im bayrischen Murnau.